# Christina Romer
Pour les articles homonymes, voir Romer.
 Christina Duckworth Romer , née le 25 décembre 1958 à Alton dans l'Illinois, est une professeure d'économie à l'université de Berkeley. Auparavant, elle fut la première présidente du Council of Economic Advisers au sein de l'administration Obama. À ce titre, elle a rang au cabinet. Avant sa nomination, elle était chargée avec Jared Bernstein d'élaborer le plan de reprise économique dans l'équipe de Barack Obama alors président-élu avant la prise de fonction de celui-ci.

## Biographie

### Études et carrières
Elle est diplômée de Glen Oak High School à Canton, en Ohio, en juin 1977. C'est, en 1981, au College of William & Mary qu'elle a décroché son baccalauréat en économie. À la fin de son doctorat, lequel a été obtenu au MIT en 1985, elle a commencé à travailler comme professeure assistante à l'Université de Princeton. En 1988, Christina Romer a déménagé à l'Université de Berkeley et a été promue professeure titulaire en 1993.
Elle est une ancienne vice-présidente de l'American Economic Association, une fellow de American Academy of Arts and Sciences, et a été reconnue comme John Simon Guggenheim Memorial Foundation Fellowship et distinguée comme meilleure enseignante dans Berkeley. La professeure Romer est la codirectrice du Programme d'Économie monétaire de NBER et était, au sein de la même institution, membre du Comité de la datation des cycles économiques jusqu'à ce qu'elle ait démissionné le 25 novembre 2008.
Ses travaux portent plus sur la macroéconomie - politique monétaire, politique budgétaire et cycle économique - et l'histoire macroéconomique. Tout au début de sa carrière, elle a porté son attention sur la volatilité macroéconomique avant et après la Seconde Guerre mondiale. Ainsi, dans une série d'articles contestataires qui ont eu un large écho, Romer montre que beaucoup de ce qui avait semblé être une baisse de la volatilité a été due à une amélioration des données économiques, plutôt que celle de la politique et comportement économique,,,.
Son intérêt pour l'histoire macroéconomique lui a naturellement poussé à s'intéresser également à la Grande Dépression. Elle en a déterminé les causes et s'est focalisé aussi la reprise après cette crise économique. Ses études, sur cette thématique, ont mis en évidence le fait que celle-ci aurait été plus sévère aux États-Unis qu'en Europe et serait due à des causes relativement différentes. Elle explique le fragilité de la reprise américaine par une politique budgétaire inadaptée, en dépit de son impact positif sur la sortie de la crise : une hausse rapide des taxes, parallèlement à la montée les dépenses publiques ont augmenté au cours de la New Deal. Cependant, la politique monétaire aurait joué un rôle important dans la sortie de la grande dépression. Cette politique monétaire est venue en premier lieu de la dévaluation du dollar en termes de l'or en 1933-1934, et plus tard de la fuite des capitaux européens, due à la stabilité outre-atlantique alors qu'au même moment la guerre en Europe devenait de plus en plus probable. 
Dans une autre série d'études retentissantes, Christina Romer et David Romer ont réhabilité la politique monétaire. Les deux ont proposé une méthode originale d'étude des données historiques pour prouver la non-neutralité de la monnaie. En effet, cette approche consiste à lire les (dates de) comptes-rendus des réunions de la FED qui orientent la politique monétaire. Considérant ces dates comme exogènes, les deux coauteurs établissent une corrélation entre les dates auxquelles la FED oriente sa politique vers la réduction de l'inflation et les baisses de la production et de l'emploi qui s'ensuivirent. Ils estiment même que les membres du FOMC pourraient parfois avoir de meilleures décisions en s'appuyant davantage sur des prévisions faites par le personnel professionnel du FED.
Récemment, dans une coécriture empirique avec son mari, Christina Romer estime la valeur du multiplicateur fiscal autour de 3 (avec une marge d’erreur de 1,7). Autrement dit, une baisse d’impôt de 1 induirait une hausse du revenu global trois fois supérieure. Les hausses d’impôt ont en effet un impact macroéconomique assez néfaste indépendamment des conditions du cycle économique,.

### Situation de famille
Elle est mariée avec David Romer, qu'elle a rencontré sur les bancs du MIT et avec qui elle travaille au département de l'Économie à l'Université de Berkeley. Ils ont trois enfants.

## Source
- (en) Cet article est partiellement ou en totalité issu de l’article de Wikipédia en anglais intitulé « Christina Romer » (voir la liste des auteurs).